# تیراندازی ۲۰۲۰ هانائو
در ۱۹ فوریه ۲۰۲۰ دو تیراندازی کور در هانائو آلمان رخ داد که هدف آن‌ها دو قلیانسرا بود. نه نفر در جریان این حادثه کشته شدند و پنج نفر نیز جراحت شدید برداشتند. پس از ارتکاب این حمله‌ها، فرد مهاجم با تیراندازی به سوی مادر خود وی را کشت و سپس خودکشی کرد. پلیس انگیزه جانی را بیگانه‌هراسی و گرایش به سیاست‌های راست تندرو تشخیص داده‌است.

## چگونگی حادثه
حادثه در ساعت ۱۰ به وقت محلی در دو قلیان‌سرا در شهر هانائو اتفاق افتاد. گزارش‌ها نشان می‌دهد این دو قلیان‌سرا محل ازدحام کردها بوده‌است اما در مورد یکی از قلیان‌سراها صاحبانش ترک هستند.

## قربانیان
دست کم ۱۰ نفر توسط قاتل به قتل رسیدند. چهار نفر از قربانیان کرد با ملیت ترکیه،یک نفر افغان تبار،یک نفر بوسنیایی، یک نفر بلغاری، و یک نفر شهروند لهستان بودند. همچنین مادر آلمانی فرد مهاجم کشته شد. یک نفر از صاحبان قهوه‌خانه نیز به قتل رسید.